# قرصیتا
قرصیتا (به عربی: قرصیتا) یک منطقهٔ مسکونی در لبنان است که در شهرستان منیه ضنیه واقع شده‌است.